# Antonio Codronchi
Antonio Codronchi (5 de agosto de 1746, Imola - 22 de enero de 1826, Rávena) fue un sacerdote y arzobispo italiano aliado de Napoleón durante la conquista de Italia.

## Vida
Nació en Imola el 8 de agosto de 1748, siendo hijo del conde Innocenzo y de su esposa Giulia Stivivi, pertenecientes a la nobleza de Rímini. 
Inició sus estudios en la escuela jesuita de la localidad aunque en su casa su padre también mantenía una colección de libros sobre matemáticas y sobre enciclopedias.
Fue nombrado sacerdote en el 1766 por su tío el obispo de Imola Giovanni Carlo Bandi, quien poco después lo nombraría también sobrejuntero de la catedral de la ciudad y 21 de septiembre de 1771 fue ordenado sacerdote e ingresó en la Academia de Arcadia bajo el seudónimo de Nusimene Cilezio.
Se desempeñó como nuncio papal en Turín, desde 1778 hasta que fue nombrado arzobispo de Ravena el 8 de mayo de 1785. 
Impulsó la Paz de Tolentino en 1797 y desempeñó un papel en la Consulta de Lyon en 1802. Cuando Napoleón I se proclamó rey de Italia, nombró a Codronchi gran limosnero, senador y gran dignatario de la Orden de la Corona de Hierro. Después de la caída de Napoleón, apoyó a los Borbones.